# Pena Molexa
Die Pena Molexa ist ein Felsaufschluss in Narón, westlich von Cima da Vila in der Provinz A Coruña im Nordwesten von Galicien in Spanien.
Ein mehrere Tonnen schwerer, auf riesigen Felsen platzierter Felsblock ragt säulenartig schräg nach oben, so dass er durch Menschenhand zwischen die Granitblöcke gelegt worden zu sein scheint.
Die Überlieferung (gal. Lenda) deutet darauf hin, dass der Felsen Pena Molexa ein keltischer Altar, Kultplatz oder ein Heiligtum der Muttergöttin war, das aus irgendeinem Grund nicht christianisiert wurde. Der Steinkult ist ein religiöser Brauch, der ab der Bronzezeit in Europa verbreitet war.
In der Nähe liegt das Castro Vilasuso.